# Chiara Varotari
Chiara Varotari, född 1584 i Padua, död 1660 eller 1663 i Venedig, var en italiensk konstnär. Hon var verksam som målare. 
Hon var dotter till Dario Varotari och syster till Alessandro Varotari. Hon ska ha samarbetat med sin bror som konstnär, och bidragit till hans verk. Hon ska även ha tagit lärlingar, och Caterina Tarabotti uppges ha varit hennes student. 